# Мольденгавер, Константин Генрихович
Константин Генрихович Мольденгавер (1859 — после 1919) — полковник русской императорской армии, георгиевский кавалер.

## Биография
Родился в семье мещан Варшавской губернии римско-католического вероисповедания. Образование получил во Влоцлавском реальном училище. В военную службу вступил 13 июля 1879 года вольноопределяющимся в 32-й пехотный Кременчугский полк. В 1883 году окончил Варшавское пехотное юнкерское училище и был произведен прапорщиком Кременчугского полка. В 1904 году, уже в чине капитана, был переведён в 213-й пехотный резервный Оровайский полк (командир 15-й роты). Участвовал в русско-японской войне; был ранен в ходе сражения под Ляояном, находился на излечении в Читинском военном госпитале и по возвращении в строй участвовал в сражении под Мукденом, где 24 февраля 1905 года был ранен вторично. 10 июля 1909 года произведен в полковники за отличие.
29 февраля 1912 года назначен командиром 37-го пехотного Екатеринбургского полка, с которым вступил в Первую мировую войну. Принимал участие в Галицийской битве. Отличился в Томашовском сражении, где были пленены 1800 австрийских солдат и 18 пушек — был награждён Георгиевским оружием
За то, что в бою у пос. Лащева 14 и 15 авг. 1914 г., командуя правым боевым участком, отбил ряд неприятельских атак и быстрым переходом в наступление содействовал успешному окончанию боя дивизии.
В бою у д. Конопницы осколком снаряда был ранен в правую ногу у паха. Эвакуирован в Варшавский военный госпиталь, а позже отправлен на излечение в Нижний Новгород. По излечении, с 18 мая 1915 года, состоял в резерве чинов при штабе Двинского военного округа. Осенью 1917 — весной 1918 годов он был председателем комиссии по ликвидации этапов Западного фронта, а затем, по увольнении от службы, возвратился в Нижний Новгород. Летом 1918 года ходатайствовал о назначении пенсии, а в мае 1919 года — о её повышении. Дальнейшая судьба неизвестна.

## Награды
- орден Св. Анны 3-й ст. с мечами и бантом (1905);
- орден Св. Станислава 2-й ст. с мечами (1905);
- орден Св. Владимира 4-й ст. с бантом (1908);
- орден Св. Анны 2-й ст. (1912)
- орден Св. Владимира 3-й ст. с мечами (ВП 09.12.1914);
- мечи к ордену Св. Анны 2-й ст. (ВП 01.1915);
- Георгиевское оружие (ВП 09.03.1915).